# 101955 Bennu
101955 Bennu (denumire provizorie 1999 RQ36) este un asteroid Apollo descoperit de programul LINEAR la 11 septembrie 1999.
101955 Bennu are un diametru mediu de aproximativ 493 de metri și a fost examinat cu atenție de către radarul planetar de la Observatorul Arecibo  și de Deep Space Network de la complexul Goldstone .
Asteroidul este ținta planificată a misiunii OSIRIS-REx care are ca scop să revină pe Pământ cu probele recoltate pentru continuarea studiilor. În 20 octombrie 2020, sonda spațială a misiunii a atins cu succes suprafața asteroidului și a colectat o mostră de sol (regolit) din punctul denumit „Nightingale” (Privighetoarea).
101955 Bennu prezintă un potențial risc de impact cu Pământul și apare în sistemul de monitorizare Sentry pe locul al treilea, pe Scala Palermo.
Un studiu dinamic recent al matematicianului Andrea Milani și al colaboratorilor săi a dus la descoperirea unei serii de opt impacturi posibile cu Pământul în perioada 2169 - 2199. Probabilitatea cumulativă de impact depinde de proprietățile fizice puțin cunoscute ale obiectului, dar nu este mai mare de 0,07% pentru toate cele opt întâlniri.

## Risc de impact terestru
Asteroidul se apropie de Pământ, la fiecare șase ani, la mai puțin de 300.000 de kilometri. De aceea, a fost clasat pe lista obiectelor potențial periculoase de către NASA. Un impact cu Terra pare posibil la sfârșitul secolului al douăzeci și doilea. Potrivit datelor disponibile, există o probabilitate cumulată de unu la 2.700
ca Bennu să percuteze planeta noastră între anii 2175 și 2199. Dar, cunoscând slaba densitate a asteroidului și golurile care par să îl compună, în caz de impact cu Terra majoritatea masei sale, dacă nu în totalitate, s-ar dezintegra înainte de a atinge solul.

## Legături externe
- Earth Impact Risk Summary: 101955 1999 RQ36 (Years: 2169–2199) – JPL near-Earth object website
- Orbit parameters – NASA website
- Temperature History and Dynamical Evolution of (101955) 1999 RQ 36: A Potential Target for Sample Return from a Primitive Asteroid (2011 ApJ 728 L42)
- Physical Properties of OSIRIS-REx Target Asteroid (101955) 1999 RQ36 derived from Herschel, ESO-VISIR and Spitzer observations (arXiv:1210.5370 : 19 Oct 2012)